# Carl H. Eigenmann

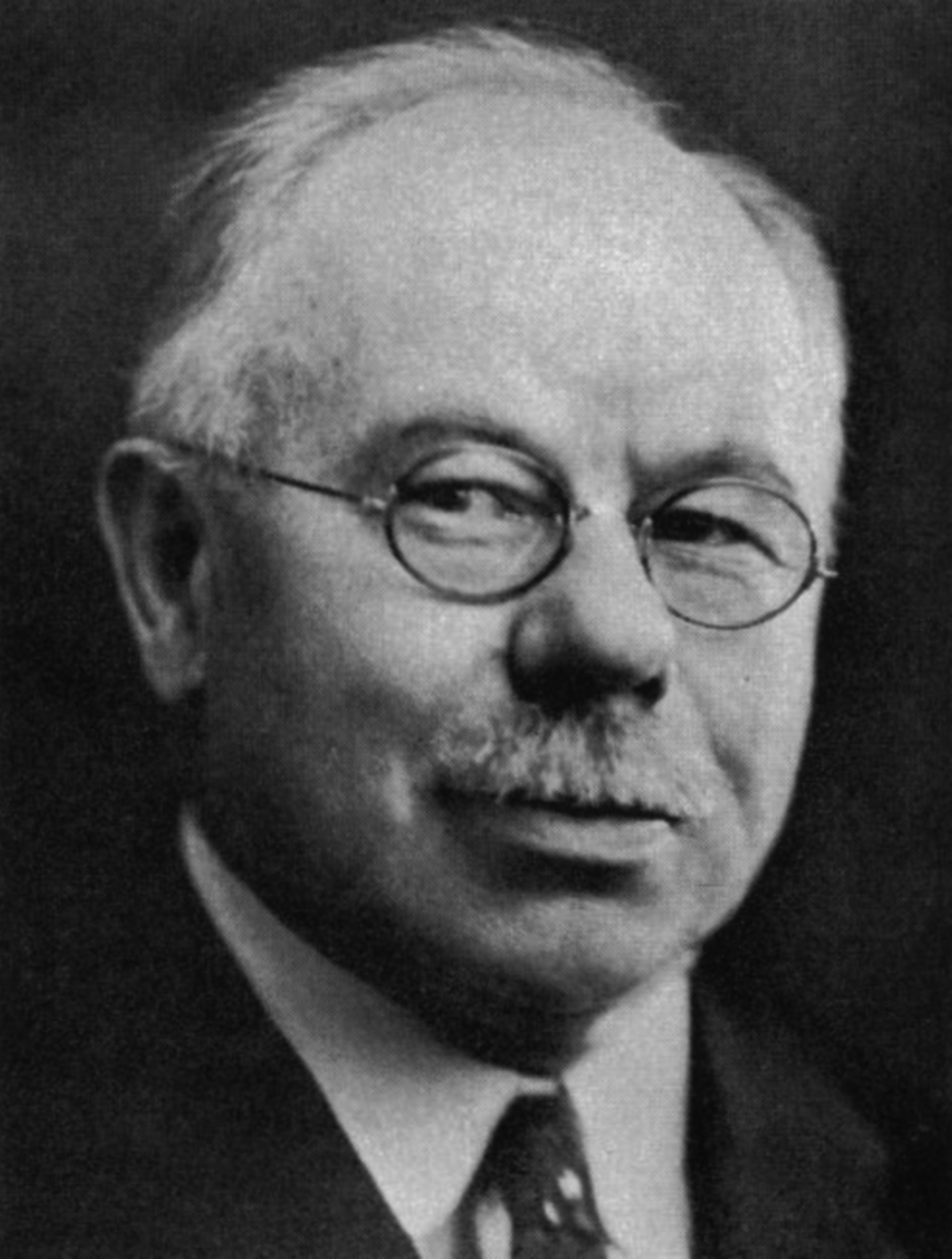
Carl H. Eigenmann

Carl Henry Eigenmann (* 9. März 1863 in Flehingen, Oberderdingen; † 24. April 1927 in San Diego) war ein berühmter deutsch-US-amerikanischer Ichthyologe, der zusammen mit seiner Frau Rosa Smith Eigenmann mehrere hundert Fischarten, vorrangig aus Nord- und Südamerika erstmals beschrieb, von denen einige auch nach ihm benannt wurden.
Eigenmann wanderte im Alter von 14 Jahren mit seinen Eltern nach Rockport, Indiana aus. Schon nach wenigen Jahren schrieb er sich an der Universität Indiana ein, wo er unter David Starr Jordan Biologie studierte. Im Jahr 1886 erlangte Eigenmann den Bachelor-Grad und ging kurz darauf nach Kalifornien, wo er die Bekanntschaft von Rosa Smith machte, die durch ihre Arbeiten über die Fische der Westküste bereits einige Bekanntheit erlangt hatte. Am 20. August 1887 heirateten sie und gingen gemeinsam an die Harvard University, wo sie die Sammlungen von Louis Agassiz und Franz Steindachner studierten und erste gemeinsame Arbeiten verfassten.
Im Jahr 1888 ging das Ehepaar nach San Diego, Kalifornien, wo Carl als Kurator einer naturhistorischen Gesellschaft arbeitete und dabei behilflich war, das Biologische Labor San Diego zu gründen. Im Jahr 1889 erlangte er seinen Doktortitel in Indiana und nahm dort 1891 eine Professur für Zoologie an. Ein Jahr später finanzierte  Albert Günther Carl Eigenmanns erste Expedition in den Nordwesten Amerikas, wo er eine Vielzahl bisher unbekannter Fischarten sammelte. Im Anschluss folgten mehrere Expeditionen zu Höhlenfischen und Salamandern der Höhlen in Indiana, Texas, Missouri und auf Kuba.
Nachdem Eigenmann in den Jahren 1906/07 Gastdozent an der Albert-Ludwigs-Universität Freiburg gewesen war, wurde er 1908 Dekan der Hochschule für Aufbaustudien in Indiana. Im selben Jahr sicherte er sich vom Carnegie Museums of Pittsburgh die Unterstützung einer Forschungsreise nach Südamerika und brach im September 1908 zur Carnegie British Guiana Expedition auf. Er kehrte mit 25.000 Exemplaren zurück, die später die Basis für 128 neue Spezies sowie 28 neue Gattungen bildeten. Er unternahm weitere Reisen nach Kolumbien (1912) und in die Anden (1918). Während der Jahre in Indiana arbeitete seine Frau Rosa intensiv mit ihm zusammen, jedoch konnte sie diese Zusammenarbeit wegen der fünf gemeinsamen Kinder, von denen eins behindert war und eins möglicherweise in einem Heim aufwuchs, nicht aufrechterhalten.
Später schrieb Carl Eigenmann hauptsächlich Berichte über seine Expeditionen und unterstützte jüngere Kollegen bei der Planung und Durchführung eigener Forschungsreisen. 1917 wurde er in die American Philosophical Society und 1923 in die National Academy of Sciences aufgenommen.
Nachdem er 1927 einen Schlaganfall erlitten hatte, kehrte die Familie nach San Diego zurück.
1970 wurde ein neu errichtetes Studentenwohnheim auf dem Campus der Indiana University nach Carl H. Eigenmann benannt.